# Castianeira trilineata
Castianeira trilineata är en spindelart som först beskrevs av Nicholas Marcellus Hentz 1847.  Castianeira trilineata ingår i släktet Castianeira och familjen flinkspindlar. Inga underarter finns listade i Catalogue of Life.